# Sigmund Seeligmann
Sigmund Seeligmann (* 21. Mai 1873 in Karlsruhe; † 31. Oktober 1940 in Amsterdam) war ein deutsch-niederländischer Gelehrter des Judentums, Historiker und Bibliograf. Er baute eine der bedeutendsten westeuropäischen Privatbibliotheken auf dem Gebiet der Hebraica und Judaica auf und schrieb mehrere Abhandlungen über die Geschichte der holländischen Juden.

## Leben und Werk
Sigmund Seeligmann war das zweitjüngste von vier Kindern des Karlsruher Bankiers Aron Seeligmann und seiner aus Berlin stammenden Frau Johanna, geborene Hirschberg. 1884 wanderte die Familie nach Amsterdam aus, im Dezember 1897 wurde Sigmund Seeligmann in den Niederlanden eingebürgert. Er studierte an einem Rabbinischen Seminar.
Sigmund Seeligmann war Tora-Gelehrter und engagierter Vertreter des neo-orthodoxen Judentum im Sinne von Samson Raphael Hirsch, dessen Devise war: Tora im derech erez, (hebräisch, übersetzt etwa: „Leben gemäß der Tora in Verbindung mit weltlicher Bildung“). Seeligmann gründete die Genootschap voor de Joodsche Wetenschap in Nederland (dtsch. Genossenschaft für die jüdische Wissenschaft in den Niederlanden), war deren erster Präsident und korrespondierendes Mitglied der American Jewish Historical Society. Er war weithin bekannt als Kapazität der jüdischen Bibliografie und beriet Forschende in den USA und in aller Welt.
Sigmund Seeligmann war verheiratet mit Juliette, geborene Veershym; die Familie wohnte in Amsterdam, Nicolaas Witsenstraat 7, und pflegte das traditionelle jüdische Brauchtum. So berichtet ein holländischer Zeitgenosse, zu Sukkot habe immer eine Laubhütte auf dem Balkon der Seeligmanns gestanden. Ihr einziger Sohn Isac Leo (1907–1982) trat die wissenschaftliche Nachfolge des Vaters an, als dieser 1940 starb. Die etwa 18.000 Bände umfassende Bibliothek wurde 1941 von den deutschen Besatzern beschlagnahmt und zum RSHA (Amt VII) nach Berlin verschleppt. Diese als „Feindliteratur“ eingestuften Bestände gelangten im Kriegsverlauf teilweise in das Ghetto Theresienstadt im „Protektorat Böhmen und Mähren“. Isac Leo Seeligmann wurde 1944 dorthin deportiert, arbeitete in der dortigen Lager-Bücherei und überlebte. Nach Kriegsende gelangte ein Teil der väterlichen Büchersammlung über Prag nach Jerusalem, wo Dr. I.L. Seeligmann Professor an der Hebräischen Universität wurde.

## Schriften (Auswahl)
- Sigmund Seeligmann: Bibliographie en historie : bijdrage tot de geschiedenis der eerste Sephardim in Amsterdam, Amsterdam: M. Hertzberger, 1927
- Sigmund Seeligmann: Die Juden in Holland, In: Im deutschen Reich, Jg. 1901, Heft 6–7, S. 317–325[3]
- Catalog der reichhaltigen Sammlung hebräischer u. jüdischer Bücher, Handschriften, Portraits etc. : nachgelassen von N. H. van Biema / Beschrieben von Sigmund Seeligmann. Amsterdam: Joachimsthal, 1904